# Gerhard Oppitz
Gerhard Oppitz (ur. 5 lutego 1953 we Frauenau) – niemiecki pianista.

## Życiorys
Był uczniem Paula Bucka w Stuttgarcie i Hugo Steurera w Monachium. Jako pianista debiutował publicznie w wieku 12 lat. Uzupełniające studia muzyczne odbywał od 1973 roku u Wilhelma Kempffa na kursach w Positano. W 1977 roku zajął I miejsce na Międzynarodowym Mistrzowskim Konkursie Pianistycznym im. Artura Rubinsteina w Tel-Awiwie. W 1981 roku został wykładowcą Musikhochschule w Monachium. Koncertował jako solista oraz z czołowymi światowymi orkiestrami, występował w Europie, Stanach Zjednoczonych i Japonii. Był członkiem jury XII Międzynarodowego Konkursu Pianistycznego im. Fryderyka Chopina (1990).
Wykonywał różnorodny repertuar, od utworów romantycznych po dzieła twórców współczesnych. Grał w trio z Dmitrijem Sitkowieckim i Davidem Geringasem. Był pierwszym wykonawcą koncertów fortepianowych Carlosa Veerhoffa i Ernesta Sautera. Dokonał licznych nagrań płytowych dla wytwórni RCA.
Odznaczony został bawarskim Orderem Maksymiliana (2014).